# Xiaomi Pad 5
La Xiaomi Pad 5 és la cinquena tauleta desenvolupada per Xiaomi basada en el sistema operatiu Android i la capa de personalització MIUI. Va ser presentada el 10 d'agost a la Xina, però globalment es va presentar el 15 de setembre del 2021.